# Saint-Gibrien

Saint-Gibrien este o comună în departamentul Marne, Franța. În 2009 avea o populație de 464 de locuitori.